# Molecular Pharmacology
Molecular Pharmacology è una rivista scientifica di farmacologia, sottoposta a revisione paritaria. Essa è pubblicata dall'American Society for Pharmacology and Experimental Therapeutics a partire dalluglio 1965, data di uscita del primo numero in stampa.
È indicizzata da MEDLINE, Meta, Scopus e altri database.
Pubblica lavori che combinano biochimica, biofisica, genetica e biologia molecolare con la ricerca farmacologica innovativa per chiarire i fondamenti della farmacologia e della tossicologia. Tra i settori importanti vi sono il metabolismo delle sostanze estranee, gli effetti antibiotici e antitumorali.
Secondo il Journal Citation Reports, nel 2017 la rivista ha ricevuto un fattore di impatto pari a 3.987.

## Storia
La rivista è stata fondata da Avram Goldstein nel 1965. A partire dal 2017, la caporedattrice è Kathryn E. Meier (Università statale del Washington).